# إم 60

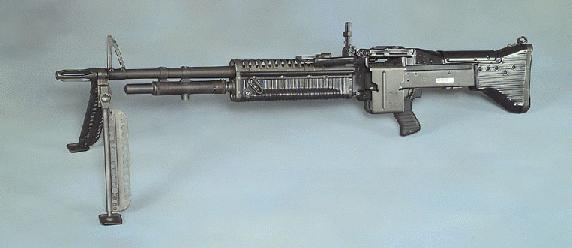
إم 60

إم 60 هو مدفع رشاش آلي عيار 7.62 ملم يرمي 600 طلقة في الدقيقة ويحمل خزان السلاح ما بين 200 و1000 رصاصة ويتم تبريد السلاح عن طريق الهواء، حل إم 60 محل مدفع رشاش براوننج الذي كان السلاح الرئيسي للجيش الأمريكي في الحرب العالمية الأولى والثانية، وإلى الآن يتم استخدام سلاح إم 60 في الجيش الأمريكي منذ عام 1957 حيث تم من خلال تصميمة تطوير وإنتاج العديد من الأسلحة مثل إم 240.
وزن المدفع (10 كجم) الطول (105 ملم)

## الطاقم
الطاقم 3 (المدفعي، مساعد المدفعي، صاحب الذخيرة) 

## أنظر أيضا
- دايوو ك3